# ジェームズ・マーリーズ
サー・ジェームズ・アレクサンダー・マーリーズ（Sir James Alexander "Jim" Mirrlees、1936年7月5日 - 2018年8月29日）は、スコットランドの経済学者。1996年にウィリアム・ヴィックリー（コロンビア大学）とともにノーベル経済学賞を受賞した。1998年にナイトに叙せられた。

## 略歴
- 1936年　スコットランドのダンフリーズ・アンド・ガロウェイで生まれる。
- 1957年　エジンバラ大学を卒業する（数学と物理学を専攻）。
- 1957年　ケンブリッジ大学トリニティカレッジに進学する（数学と経済学を専攻）。
- 1963年　ケンブリッジ大学トリニティカレッジで博士（経済学）を取得する。
- 1968年 - 1995年　オックスフォード大学教授（経済学）となる。
- 1995年 - 2003年　ケンブリッジ大学教授（政治経済学）となる。
- 1996年　ノーベル経済学賞を受賞する。
- 1997年　イギリス女王よりナイトを叙任する。
- 2002年　香港中文大学特別教授となる。
- 2008年　香港中文大学晨興学院（モーニングサイドカレッジ）長に就任する。
- 2011年　関西学院大学より名誉学位を受ける（6月29日）。
- 2018年8月29日　ケンブリッジの自宅にて死去。82歳没[1]。

## 業績
- 1996年、ウィリアム・ヴィックリー コロンビア大学教授とともに、情報の非対称性の下での経済的誘因の理論への基礎的な貢献によってノーベル経済学賞を受賞した。

- オックスフォード大学時代に、彼はノーベル経済学賞の受賞理由となった経済モデルと方程式を発表した。それらは経済情報が非対称で不完全な状況に対応するもので、それらが最適貯蓄率にどの程度影響を与えるかを計算するものである。ウィリアム・ヴィックリーの著書の中で、それらは最適所得税率を導くものであると評価された。

- マーリーズは現在ケンブリッジ大学の名誉教授であり、トリニティ・カレッジのフェローである。また1年のうちの数ヶ月はオーストラリアのメルボルン大学で過ごす。2003年、北京大学より名誉博士号を授与される。2006年、生物学者のSamuel Sun Sai-mingとともに香港中文大学の学長に指名された。

## スペンス・マーリーズの一階交差条件
- 異なる個人のタイプ同士では無差別曲線や等利潤曲線が一回しか交わらないという性質の事を指す。インセンティブ整合性を考える上で利用しやすい性質である。

## 著書

### 単著
- Welfare, Incentives, and Taxation、(Oxford University Press, 2006).

### 共著
- Project Appraisal and Planning for Developing Countries、with I. M. D. Little, (Basic Books, 1974).

### 共編著
- Models of Economic Growth: Proceedings of a Conference held by the International Economic Association at Jerusalem、co-edited with N. H. Stern, (Macmillan, 1973).